# 牙與爪
〈牙與爪〉（英語：Tooth and Claw）是英國科幻電視劇《異世奇人》系列2的第2集，2006年4月22日播映。本劇的編劇為拉塞爾·T·戴維斯，尤若斯·林恩擔當導演。演員方面，除了固有的大衛·田納特飾演博士和比莉·派佩飾演羅斯·泰勒外，寶琳·柯林斯所扮演的維多利亞女王也是主角。
本集講述博士和泰勒來到1879年的蘇格蘭遇到維多利亞女王。在這兒，一隊僧侶帶著狼人試圖襲擊維多利亞，以改變皇室成員的血統。然而，在博士的協助下，僧侶的陰謀事敗。同時，為防外星人入侵和深入研究博士，維多利亞下令成立火炬木小組。〈牙與爪〉在首播時英國共有924萬人收看，評論以正面為主。

## 劇情
博士打算帶泰勒觀看艾恩·迪里的演唱會，但當步出TARDIS後卻發現來到1879年的蘇格蘭。二人巧合地遇到因躲過暗殺而改道而行的維多利亞女王。博士利用心理靈感紙（psychic paper）自稱為傑米·麥克里蒙，是負責接應她的使者，這成功取得維多利亞的信任，故請博士和泰勒一同前住火炬木別墅過夜。然而，別墅早已被一群來自聖凱瑟琳的僧侶攻佔，安古洛神父又把別墅主人羅拔臣爵士的家人和員工捉了，以要脅他按其計劃行事，否則他們會被困在同一房間的狼人吃掉。
來到別墅後，羅拔臣帶維多利亞和博士等人四處參觀，其中包括天文館。博士發現這兒有一個設計其差的天文望遠鏡，根本不能用作觀星之用，羅拔臣稱這是其先父所造的。隨後，維多利亞與羅拔臣及博士等人用餐。為此，泰勒需要更衣。在更衣室內，她發現一名躲起來的女佣弗洛拉。弗洛拉向泰勒表示一群帶著狼人的僧侶把別墅的人捉走。未幾，二人就被僧侶發現而被困。泰勒醒來後發現眼前有一隻被困在籠中，尚未化身成狼人的人。泰勒鼓起勇氣，問牠是否狼人以及僧侶有何目的。狼人指牠要咬維利多亞一口，以使她感染狼人基因，從而建立「狼人王國」。
這時正值月圓，牠正式化為狼人，打算向維多利亞施龔，泰勒即帶領眾人逃走。不久後，泰勒遇到博士，並把事情一一告訴他。博士深知危險，故請眾人速速離開宴會廳。之後，眾人躲進圖書館，步步進迫的狼人卻停下了腳步。原來，圖書館的門塗上的槲寄生汁液是可以克制狼人的。雖然如此，但羅拔臣意識到他們仍被狼人和僧侶困在別墅，故他請博士想想辦法。博士認為圖書館內的藏書想讓他們找到方法。果然，他於書中發現在300年前一個火球從天而降，墜落在聖凱瑟琳。博士相信火球帶有狼人的細胞，歷經數百年後細胞終於長大成狼人。而當今又正值月圓之時，故僧侶和狼人聯手令維多利亞來到別墅，以咬她一口。
維多利亞聞之，認為自己有可能死於非命，因而請求羅拔臣把先夫阿爾伯特親王給她的鑽石光之山好好保存。對此，博士認為光之山不僅是顆價值連城的鑽石，更是天文望遠鏡的一部份。他推段阿爾伯特親王和羅拔臣的父親早已知道狼人會來到別墅，故前者把鑽石送給維多利亞，而後者則製作那個古怪的望遠鏡，只要把兩者結合，它就能發射足以殺死狼人的強光。因此，博士誘使狼人來到天文館。此時，狼人來到，望遠鏡在鑽石的結合下射出強勁的射線，令狼人死去。
翌日，博士和泰勒因護駕有功而被封爵。但同時間，維多利亞又覺得二人所知的比正常人為多，故深感不安，故把二人逐出大英帝國。其後，她又宣佈成立火炬木小組，以防外星人入侵並深入研究博士。

### 前後連接
這並非博士首次遇上維多利亞女王。早在1972年播出的〈派多拿的詛咒〉時，第三任博士就出席過維多利亞的加冕典禮。在《異世奇人》衍生小說《國王之死》中，第七任博士應維多利亞的要求調查艾伯特王夫之死。而在《月球帝國》一書中，第五任博士協助維多利亞調查一宗懸案。
狼人情節也不是第一次於《異世奇人》出現。在第七任博士的〈宇宙最大盛會〉一集，劇中的角色就曾化身為狼人。以第四任和第八任博士為主角的《狼禍》是一部以狼人為主題的小說。有聲書《遊樂場》同樣以此為題材。第27至34期的《異世奇人周刊》刊登了名為《博士與世界末日之犬》的漫畫，內容講述第四任博士誤中戴立克的圈套而變成狼人，但在TARDIS的幫助下最終回復原狀。
此外，在本集博士原先打算帶泰勒回到1979年觀看艾恩·迪里的演唱會，卻去了1879年的蘇格蘭。事實上，類似的劇情在此前播出的2005年互動小集〈格拉斯的進擊〉已出現過。當時，博士打算帶泰勒到1979欣賞ABBA的演唱會，卻意外地去到1883的倫敦。另一方面，博士在本集曾對維多利亞女王自稱為傑米·麥克里蒙，他其實是第七任博士的其中一位夥伴。同時，狼人在看到泰勒後形容她有狼的本質，所指的是她身上具有「惡狼」的成份，這是《異世奇人》系列1的故事線。

## 製作
博士在整個《異世奇人》中一直使用倫敦口音，然而考慮到該集的背景為蘇格蘭，故劇組要求大衛·田納特在演出時須使用蘇格蘭口音。此外，田納特的雙親本有機會在此集參演，但最終未能成事。田納特向記者表示﹕「當他們得悉此集的故事是發生在蘇格蘭後，二人就喜翻天，並想參與演出。我媽飾演伊蘇貝爾女士，我爸則演雷諾茲上尉。但當他們知道未能演出後則感到非常失望。」
拍攝地點主要在威爾斯，其中劇中位於蘇格蘭高地的火炬木別墅其實是攝於丁格斯托的泰華別墅。其餘的外景還包括史雲斯山谷以及聖古尼拉斯的斯迪夫林花園。另一方面，劇中有眾多的打鬥鏡頭，導演尤若斯·林恩稱這些場面的拍攝參照自電影《臥虎藏龍》。

## 發行和反響
〈牙與爪〉2006年4月22日晚上在英國BBC One首播。英國當晚共有924萬人收看此集，欣賞指數方面，這集的得分是83分。雜誌《SFX》給予這集很高的評價，分別讚揚拉塞爾·T·戴維斯編寫的劇本相當出眾，以及波林斯·柯林斯出色的演出。IGN在10分為滿分下給了這集7.8分，對劇中所採用的拍攝技巧和電腦特技大表滿意，又表示劇集具有娛樂性，而且「有些刺激」。《Digital Spy》則給予較負面的評價，認為這集沒有上一集這般好看，但依不失為一部佳作。 

## 資料來源
1. ↑  Ruediger, Ross. . Slant Magazine. 2006-10-06  [2012-04-15]. （原始内容存档于2013-05-23）.
2. ↑  . BBC. 2006-04-03  [2006-04-03]. （原始内容存档于2006-03-31）.
3. ↑  Sullivan, Shannon. . A Brief History of Time (Travel). 2011-08-14  [2012-03-30]. （原始内容存档于2007-03-18）.
4. ↑  . BBC.   [2010-05-30]. （原始内容存档于2019-04-14）.
5. ↑  . . 第2系列. 第2集. 2006-04-22. BBC. BBC Three.
6. ↑  UK Ratings and AI Report （页面存档备份，存于） (May  3)
7. ↑  Tooth and Claw Overnight Ratings （页面存档备份，存于） (23 April)
8. ↑  Berriman, Ian. . SFX. 2006-04-28  [2012-03-26]. （原始内容存档于2006-05-04）.
9. ↑  Haque, Ahsan. . IGN. 2006-10-09  [2012-03-26]. （原始内容存档于2006-10-19）.
10. ↑  Hogan, Dek. . Digital Spy. 2006-04-24  [2012-04-29]. （原始内容存档于2013-10-16）.

## 外部連結
- TARDISODE 2 （页面存档备份，存于）
- "Bullets can't stop it". （页面存档备份，存于） — episode Trailer
- Episode commentary by David Tennant, Simon Winstone and Derek Riddell (MP3)
- "Tooth and Claw" episode homepage （页面存档备份，存于）
- 互联网电影数据库上牙與爪的资料（英文）